# Leo Baekeland
Leo Hendrik Baekeland (Gante, Bélgica, 14 de noviembre de 1863 – Beacon, Nueva York, 23 de febrero de 1944) fue un químico de origen belga afincado en Estados Unidos, que inventó el papel fotográfico Velox (1893) y la baquelita (1907), un plástico barato, no inflamable y versátil que marcó el comienzo de la "era del plástico".

## Vida y carrera
Baekeland recibió el título en Química en la universidad de Gante, donde se dedicó a la enseñanza hasta que emigró a los Estados Unidos en 1889 (inspirado por la autobiografía de Benjamin Franklin), gracias a una oferta para servir de asesor a la Compañía Fotográfica de Nueva York A. y H. T. Anthony (después Ansco). Patentó una placa en seco que podía revelarse en agua. Fundó, junto a Leonard Jacobi, la compañía Nepara Chemical, para producir el papel fotográfico Velox, inventado por él; vendió sus derechos en 1899 a Eastman Kodak por un millón de dólares.
Intentando resolver un problema de síntesis química descubrió un plástico al que llamó baquelita, la primera de una serie de resinas sintéticas que revolucionaron la economía moderna y la vida tecnológica iniciando la "era del plástico". El 8 de febrero de 1909 el descubrimiento de la baquelita fue anunciado formalmente.
En la actualidad, las denominaciones "baquelita", etc. son marcas registradas de Bakelite GmbH en todo el mundo.
Organizó en 1910 la Compañía General Bakelite y fue su presidente hasta 1939, fecha en que fue adquirida dicha compañía por Union Carbon and Carbide; como presidente de la subsidiaria británica nombró en 1916 al inventor James Swinburne, que había desarrollado exactamente la misma fórmula con un día de retraso respecto a Baekeland.
Gracias al éxito de la baquelita se convirtió en multimillonario y fue portada de la revista Time el 22 de diciembre de 1924.
Recibió la medalla Franklin en 1940. Es autor del libro Some aspects of industrial chemistry.
Murió de una hemorragia cerebral en un hospital de Nueva York en 1944, con 80 años.